# (872) Holda
(872) Holda ist ein Asteroid des Hauptgürtels, der am 21. Mai 1917 vom deutschen Astronomen Max Wolf in Heidelberg entdeckt wurde.
Der Asteroid ist wahrscheinlich nach dem US-amerikanischen Astronomen Edward Singleton Holden benannt.